# 诗巫圣伊丽沙白中学
诗巫圣伊丽沙白中学（英語：Saint Elizabeth Secondary School）是马来西亚砂拉越州诗巫的教会学校，于1902年由该市天主教会建立，坐落于美申路与南兰路交接处，原为女校，以英文授课。